# Atysilla ovatula
Atysilla ovatula är en skalbaggsart som beskrevs av Brenske 1898. Atysilla ovatula ingår i släktet Atysilla och familjen Melolonthidae. Inga underarter finns listade.